# Aloys Schäfer (Geistlicher)

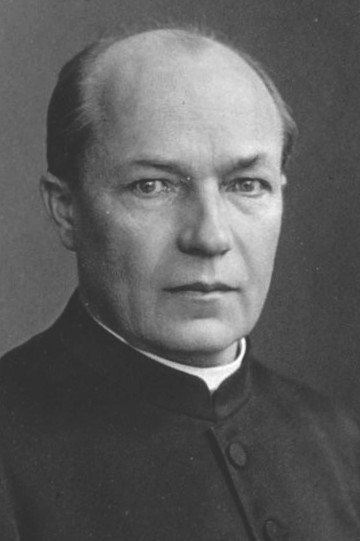
Aloys Schäfer, 1903

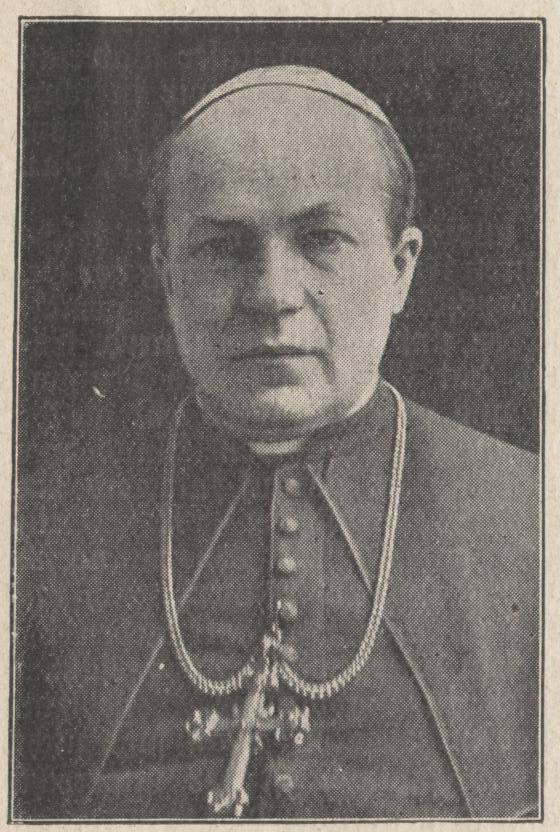
Bischof Aloys Schäfer

Aloys Schäfer (* 2. Mai 1853 in Dingelstädt, Eichsfeld; † 5. September 1914 in Schirgiswalde) war Titularbischof von Abila Lysaniae, sowie Apostolischer Präfekt der Oberlausitz und Apostolischer Vikar in den Sächsischen Erblanden (das übrige Sachsen, Sachsen-Altenburg, Reuß älterer und jüngerer Linie umfassend) und damit Leiter beider katholischer Jurisdiktionsbezirke in Sachsen und Dekan des Bautzener Domstifts. 

## Leben
Aloys Schäfer war als Sohn eines Kaufmanns im thüringischen Eichsfeld geboren, lebte mit seinen Eltern jedoch seit frühester Jugend in Sachsen, zuerst in Chemnitz, wo er die Volksschule besuchte, dann in Dresden. Hier durchlief er das katholische Progymnasium und trat dann in das Wendische Seminar in Prag ein. Schäfer absolvierte seine humanistische Ausbildung am sogenannten Kleinseiter Gymnasium und studierte schließlich Theologie an der Prager Deutschen Universität. In Prag gehörte er zu den Mitbegründern der örtlichen Unitas-Vereinigung.
Am 6. September 1878 empfing Aloys Schäfer die Priesterweihe durch Franz Bernert, den Apostolischen Vikar von Sachsen. In Plauen im Vogtland erhielt er seine erste Kaplanstelle. Dann wechselte er nach Dresden, wo er Kaplan an der Hofkirche wurde. Durch dieses Amt oblag ihm auch der Religionsunterricht am katholischen Progymnasium und er gründete in Eigeninitiative den „Katholischen Kaufmännischen Verein“ der Stadt.
Da Schäfer eine schwierige Preisfrage der Universität Würzburg zu Zeitberechnungen im Alten Testament gelöst hatte, berief man ihn 1881 als ordentlichen Professor der Schrifterklärung an das Lyzeum zu Dillingen. Nach vierjähriger Tätigkeit wechselte der Priester 1885 in der gleichen Stellung an die Universität Münster, ab 1895 an die Universität Breslau. 1903 ging er nach Straßburg im Elsass, um die dortige neue katholisch-theologische Fakultät mit aufzubauen. Um den Kontakt zur Seelsorge lebendig zu halten, engagierte sich Schäfer nebenbei als Prediger und Beichtvater, wobei er sich große Beliebtheit erwarb. Für seine Verdienste zeichnete ihn Papst Leo XIII. mit dem Titel eines Päpstlichen Hausprälaten aus. Schäfer entfaltete ein reiches schriftstellerisches Wirken im Bereich der biblischen Theologie; verschiedene seiner Werke wurden bis in die jüngste Zeit aufgelegt. Der deutsch-amerikanische Bischof Ferdinand Brossart übersetzte einige davon in die englische Sprache. Aloys Schäfer wurde von seinem bischöflichen Vorgänger Georg Wuschanski sehr geschätzt; dieser konsultierte ihn öfter bei wichtigen theologischen Entscheidungen. Bischof Ferdinand Piontek von Breslau bzw. Görlitz war einer von Schäfers exegetischen Schülern an der Universität Breslau.
Nach Wuschanskis Tod bestimmte Papst Pius X. Aloys Schäfer am 4. April 1906 zum Leiter der beiden katholischen Jurisdiktionsbezirke in Sachsen, des Apostolischen Vikariats der Sächsischen Erblande und der Apostolischen Präfektur Meißen, sowie zum Titularbischof von Abila Lysaniae. Am 16. Mai 1906 empfing er die Bischofsweihe durch den Straßburger Bischof Adolf Fritzen. Von Amts wegen gehörte der Prälat nun auch der I. Kammer des Sächsischen Landtags an.
Aloys Schäfer war befreundet mit dem Jura-Professor Ulrich Stutz, einer Kapazität für staatlich-kirchliches Recht, ebenso mit Franz Hitze. Letzterer, ein bekannter Sozialreformer, erhielt 1893 an der Universität Münster seinen Lehrstuhl für christliche Sozialwissenschaften auf Vorschlag Aloys Schäfers und dessen Kollegen Joseph Mausbach.
Er war Ehrenmitglied der katholischen Studentenverbindungen VKDSt Saxonia Münster (ab 1886), KDStV Winfridia Breslau (seit 1896) und KDStV Sauerlandia Münster im CV.

## Werke (Auswahl)
- Die biblische Chronologie vom Auszuge aus Aegypten bis zum Beginne des babylonischen Exil’s. 1879 (Neuauflage 2010, ISBN 1-147-98819-6)
- Die Gottesmutter in der Heiligen Schrift. 1887 (Neuauflage der englischen Übersetzung von Ferdinand Brossart, 2007, ISBN 0-548-69869-4)
- Erklärung der zwei Briefe an die Thessalonicher und des Briefes an die Galater. Aschendorff Verlag, 1890 (Neuauflage 2009, ISBN 1-115-84713-9)
- Erklärung des Briefes an die Römer. Aschendorff Verlag, 1891
- Erklärung des Hebräerbriefes. Aschendorff Verlag, 1893
- Einleitung in das Neue Testament. Schöningh Verlag, 1898
- Erklärung der beiden Briefe an die Korinther. Aschendorff Verlag, 1903 (Neuauflage 2010, ISBN 1-160-98514-6)